# Kadidja Tiemanta
Kadidja Tiemanta est une danseuse et chorégraphe malienne née 29 octobre 1991 à Yamoussoukro (Côte d’Ivoire), aujourd’hui basée à Bamako. Elle est Directrice Générale du Festival International et laboratoire Artistique Fari Foni Waati. Elle est lauréate du concours Africa Simply The Best en 2023, compétition créée par Serge Aimé Coulibaly, avec  son solo engagé, Banbali (100 fin).

## Biographie

### Formation
Kadidja Tiemanta grandit entre la Côte d’Ivoire et le Mali. Elle obtient un master en danse en 2017 au Conservatoire des Arts et Métiers Multimédia Balla Fasséké Kouyaté à Bamako. Elle se perfectionne ensuite à l’École des Sables (Sénégal), au CDC La Termitière (Burkina Faso), à Don Sen Folo (Mali), ainsi qu’au Glomus Camp (Brésil)

### Parcours professionnel
Elle travaille très tôt avec des chorégraphes de renommée internationale : Nadia Beugré, Serge Aimé Coulibaly, Gilles Jobin, Patrick Acogny, Taoufiq Izeddiou et Nora Chipaumire, notamment dans le cadre de projets collectifs comme les laboratoires du Fari Foni Waati au Mali, au des ateliers au Sénégal. En 2021 est engagé dans la tournée mondiale du spectacle le Sacre du Printemps de Pina BAUCH, revisité.
Le langage chorégraphique de Kadidja Tiemanta, entre physicalité brute et poétique du geste, explore les thématiques de la mémoire, du déracinement, de la condition féminine et des identités multiples.

## Créations chorégraphiques

### En tant que chorégraphe
- Crossing (2017), évoque la traversée identitaire et la migration[5].
- Banbali (100 fin) (2022), solo présenté au festival On Marche à Marrakech, explore la transformation intérieure. Il lui vaut en 2023 le prix Africa Simply The Best, organisé par Serge Aimé Coulibaly[6].
- (IN)SECURE (2022), co-créée avec Carmélita Siwa, traite de la vulnérabilité féminine et de la résilience dans l’espace urbain. Présentée dans le cadre du programme Les Demoiselles d’Afrique, piloté par Salia Sanou[7],[8],[9].

### En tant qu'interprète
- Sacre du Printemps de Pina Bauch (2021)

### Collaborations
- Différent comme toi (2017) avec Yacouba Coulibaly, aborde les représentations du handicap[10].
- Deconfining de Pernille Øien (Autriche, 2024)[11]

## Engagement social et ancrage local
Kadidja développe une démarche de transmission et de sensibilisation par la danse. Elle participe au projet De la danse à la tolérance avec des jeunes déplacés et malentendants au Mali
Elle est également une figure active du Festival Fari Foni Waati à Bamako, plateforme de création chorégraphique contemporaine en Afrique. D'abord directrice artistique du festival, elle est depuis novembre 2024 directrice générale du festival et de l'association organisatrice.